# Mariano Diego Llorente
Mariano Diego Llorente (Barbastro, después de 1771-Valladolid, 1836) fue un organista y compositor español.
No debe confundirse con su padre Diego Llorente y Sola, que también firmaba como «Diego Llorente». Además, varios autores han confundido ambos, dando, por ejemplo, la fecha de fallecimiento de Llorente y Sola en 1836 en Valladolid. Resulta muy difícil distinguir las obras de ambos, ya que en muchas se conservan solo apellido y es muy probable que tanto el padre, como el hijo, intercambiasen composiciones.

## Vida
Nació en Barbastro, durante el tiempo que pasó allí su padre como maestro de capilla y organista. El padre logró el cargo de organista en Barbastro en 1771 y en 1781 se casó en la ciudad. Por lo tanto es muy probable que naciese después de 1781, aunque en todo caso nació después de 1771.
Por lo menos desde 1805 era organista de la Colegiata de Medina del Campo.
Entre 1812 y 1816 fue organista y maestro de capilla de la Iglesia de los Santos Juanes en Nava del Rey.
En fecha desconocida se trasladó a la Iglesia de San Ildefonso de Segovia, donde ocuparía el cargo de organista.
En 1824 consiguió la plaza de organista primero en la Catedral de Valladolid, ciudad en la que permanecería hasta su fallecimiento en 1863.

## Obra
A pesar de que no es posible distinguir con seguridad sus obras de las de su padre, se considera que las numerosas obras conservadas en Nava del Rey son del hijo. Las diez y ocho obras conservadas en la Catedral de Valladolid también se consideran suyas.
También se conserva un tratado de composición manuscrito suyo en la Catedral de Valladolid, Reglas para la composición por Don Mariano Diego de Llorente, músico de Cámara de S. M. Fernando 7º y organista que fue de la santa iglesia catedral de Valladolid. Año de 1838.